# Limbiate
Limbiate är en ort och kommun i provinsen Monza e Brianza i regionen Lombardiet i Italien. Kommunen hade 35 053 invånare (2018).